# 입자물리학과 표현론의 관계
1930년대에 유진 위그너가 처음 언급한 것처럼, 입자 물리학과 수학의 표현론 사이에는 자연스러운 연결이 있다. 예를 들어, 소립자의 속성을 리 군 및 리 대수 구조로 잘 설명 할 수 있는데,  소립자의 서로 다른 양자 상태는 푸앵카레 군의 기약 표현에 해당한다. 또한 스펙트럼을 포함한 다양한 입자의 속성들은 우주의 "근사적 대칭"에 해당하는 리 대수의 표현과 관련될 수 있다.

## 도입

### 기하학, 리 군, 리 대수 그리고 표현론
리 군은 연속적인(더욱이 매끄러운) 대칭들이 이루는 군이다. 한마디로, 리 군은 미분 다양체인 군이다. 에를랑겐 프로그램으로, 기하학은 그 기하학의 대칭들이 이루는 군에 따라 분류되었으며, 이 때, 대칭군은 주로 리 군이다. 예를 들어, 3차원 유클리드 공간은 구면으로 나타나는 회전 대칭군과 3차원 유클리드 공간 자체로 나타나는 병진 대칭군을 가지고 있다. 
리 대수는 리 군의 국소적 구조를 나타내는 대수이다. 리 대수는 친숙한 선형 공간 구조에 리 괄호라는 추가적인 이항 연산이 주어진 대수 구조이다. 리 군은 미분 다양체이기도 하므로, 이 미분 다양체의 국소적 성질을 연구하기 위해 항등원에서 접공간을 고려 할 수 있다. 접공간은 선형 공간이고, 자연스럽게 리 괄호가 정의된다.
리 군과 리 대수는 실수나 복소수 같은 대수 구조와 굉장히 다르지만, 이들은 실수 또는 복소수 선형 공간의 특정한 선형 사상들이 이루는 군과 대수와 각각 준동형이다. 실수 또는 복소수 선형 공간에서 선형 사상들은 실수 또는 복소수 성분을 가지는 행렬들로 표현되므로, 결국 리 군과 리 대수를 행렬들의 연산으로 표현 할 수 있게 된다. 따라서, 주어진 리 군 또는 리 대수와 (준)동형인 행렬군 또는 행렬 대수를 찾는다면, 잘 알려진 실수 행렬, 또는 복소수 행렬들의 연산으로 리 군과 리 대수를 다룰 수 있기 때문에, 이는 많은 이론적, 계산적 진전을 가져온다. 이를 표현론이라고 한다.

### 물리학과의 연관성
시공간, 고전 역학의 페이즈 공간, 양자 역학의 상태 공간 등 많은 주요한 물리학 개념들은 기하학적 공간으로 묘사된다. 한편, 에미 뇌터의 뇌터 정리와 헤르만 바일의 게이지 이론 등의 업적들을 시작으로 물리학과 연결된 기하학 공간들의 대칭성은 물리학적으로 깊은 통찰을 제공함이 잘 알려져 있다. 기하학적 공간의 대칭성은 앞서 설명 하였듯, 주로 리 군으로 나타나기 때문에, 리 군론의 많은 부분이 물리학적으로 중요한 개념과 대응된다. 이에 따라서, 리 군론과 밀접한 수학인 리 대수와 표현론도 물리학과 연관성을 가지게 된다.

## 일반적 설명

### 양자 계의 대칭들
양자 역학에서, 특정 단일 입자 상태는 힐베르트 공간 {\displaystyle {\mathcal {H}}}에서 벡터로 표현된다. 어떤 유형의 입자들이 존재할 수 있는지 이해하려면, 모든 상태들의 공간 {\displaystyle {\mathcal {H}}}의 대칭들이 허용하는 가능성들과 그 성질들을 분류하는 것이 중요하다. {\displaystyle {\mathcal {H}}}가 특정 양자계를 설명하는 힐베르트 공간이고, {\displaystyle G}가 주어진 양자계의 대칭들로 이뤄진 군이라 하자. 예를 들어, 상대론적 양자계에서 {\displaystyle G}는 푸앵카레 군일 수 있고, 수소 원자의 경우 {\displaystyle G}는 회전군 {\displaystyle \mathrm {SO(3)} }일 수 있다. 입자 상태는 사영 힐베르트 공간 {\displaystyle \mathrm {P} {\mathcal {H}}}으로 보다 정확하게 묘사된다. 즉, 0이 아닌 스칼라 배만큼 다른 두 벡터는 힐베르트 공간 {\displaystyle {\mathcal {H}}}의 동치류인 힐베르트 공간에서 0을 뺀 직선으로 표현되는 동일한 물리적 양자 상태에 대응한다.
양자계의 대칭의 정의에 의해 {\displaystyle \mathrm {P} {\mathcal {H}}} 위로의 군 작용이 있다. 각 원소 {\displaystyle g\in G}에 대해, {\displaystyle \mathrm {P} {\mathcal {H}}}에서 해당 변환 {\displaystyle V(g)}이 있다. 보다 구체적으로, 만약 {\displaystyle g}가 계의 어떤 대칭(예를 들어, x축을 기준으로 12° 회전)이고 {\displaystyle \mathrm {P} {\mathcal {H}}}에서 해당 변환 {\displaystyle V(g)}은 {\displaystyle \mathrm {P} {\mathcal {H}}}에 대한 함수다. 예를 들어, 중심을 기준으로 고정된 (운동량이 0인) 스핀 5 입자를 회전할 때, {\displaystyle g}는 3차원 공간에서 회전({\displaystyle \mathrm {SO(3)} }의 원소)이며, {\displaystyle V(g)}는 치역과 공역이 각각 이 입자의 가능한 양자 상태 공간인 연산자이다. 이 예에서는, 사영 공간 {\displaystyle \mathrm {P} {\mathcal {H}}}는 11차원 복소 힐베르트 공간 {\displaystyle {\mathcal {H}}}의 사영 공간이다.
각 함수 {\displaystyle V(g)}는 대칭의 정의에 의해 {\displaystyle \mathrm {P} {\mathcal {H}}}에서 다음 곱 {\displaystyle *}을 보존한다:
{\displaystyle {\tilde {\psi }}*{\tilde {\phi }}:={\frac {|\langle \psi ,\phi \rangle |}{||\psi ||||\phi ||}}}.
여기서 {\displaystyle \langle \cdot ,\cdot \rangle }는 {\displaystyle {\mathcal {H}}}에 주어진 내적이다. 위그너의 정리에 따르면, {\displaystyle \mathrm {P} {\mathcal {H}}}에서 이 변환은 {\displaystyle {\mathcal {H}}}의 유니타리 또는 반 유니타리 변환 {\displaystyle U(g)}에서 온다. {\displaystyle V(g)}에 대응되는 {\displaystyle U(g)}이 유일하지 않고, {\displaystyle e^{i\theta }}배들을 같게 볼 때 유일함에 주의하라. 따라서 연산자 {\displaystyle U(g)}들의 합성은 {\displaystyle G}에서 연산 법칙을 반영해야 한다:
{\displaystyle U(gh)=e^{i\theta }U(g)U(h)} ,
여기서 {\displaystyle \theta }는 {\displaystyle g}와 {\displaystyle h}에 따라 다르다. 따라서 함수 {\displaystyle g\mapsto U(g)}는 {\displaystyle G}의 사영 유니타리 표현이다({\displaystyle G}가 연결 공간이 아닐 때는 반 유니타리도 포함할 수 있다. ). 반유니타리 연산자는 항상 시간 역전 대칭과 연관된다.

### 일반 표현과 사영 표현
{\displaystyle U(\cdot )}가 반드시 {\displaystyle G}의 일반 표현일 필요는 없다는 점은 물리적으로 중요하다. {\displaystyle U(g)}의 정의에서 {\displaystyle e^{i\theta }}을 선택해서, 연산의 합성 법칙에서 페이즈 인자 {\displaystyle e^{i\theta }}을 제거하는 것이 불가능할 수 있다. 예를 들어 전자는 스핀 1/2 입자이며, 전자의 힐베르트 공간은 {\displaystyle \mathbb {R} ^{3}}위에서 파동 함수로 구성된다. 스피너 공간 위로 {\displaystyle \mathrm {SO(3)} }의 군 작용은 사영적일뿐이며, 이는 {\displaystyle \mathrm {SO(3)} }의 일반 표현으로부터 온 것이 아니다. 그러나, 스피너 공간 위에서 {\displaystyle \mathrm {SO(3)} }의 범피복 공간 {\displaystyle \mathrm {SU(2)} }의 일반 표현이 있다.
많은 흥미로운 군 {\displaystyle G}들의 종류에 대해, 바그만의 정리는, {\displaystyle G}의 모든 사영 유니타리 표현이 {\displaystyle G}의 범피복 군 {\displaystyle {\tilde {G}}}의 일반 표현에서 온다는 것을 말해준다. 사실, 만약 {\displaystyle {\mathcal {H}}}가 유한 차원인 경우 군 {\displaystyle G}에 관계 없이, {\displaystyle G}의 모든 사영 유니타리 표현들은, 일반 유니타리 표현 {\displaystyle {\tilde {G}}}에서 비롯된다. 만약에 {\displaystyle {\mathcal {H}}}가 무한 차원일 때 원하는 결론을 얻으려면, {\displaystyle G}에 몇 가지 추가적인 대수적 가정을 해야 한다. 이 조건에서 결과는 바그만 정리이다. 다행스럽게도, 푸앵카레 군의 중요한 경우에는 바그만 정리가 적용된다. (푸앵카레 군의 범피복 군의 표현에 대한 위그너 분류를 참조하라. )
위에서 언급한 요구 사항은 리 대수 {\displaystyle {\mathfrak {g}}}가 자명하지 않은 1차원 중심 확대를 허용하지 않는 것이다. 이것은 {\displaystyle {\mathfrak {g}}}의 두 번째 코호몰로지 군이 자명함과 동치다. 이 경우, 그 군이 이산 군에 의한 중심 확대를 허용 할 수는 있다. 그러나 이산 군에 의한 {\displaystyle G}의 확장은 {\displaystyle G}의 피복이다. 예를 들어, 범피복 군 {\displaystyle {\tilde {G}}}는, {\displaystyle {\tilde {G}}}의 중심 {\displaystyle \Gamma }로 얻은 몫군 {\displaystyle {\tilde {G}}/\Gamma \approx G}을 통해 {\displaystyle G}와 연관되어있다.
따라서, 알맞은 경우에, 양자계는 그 계의 대칭에 해당하는 군 {\displaystyle G}의 범피복 군 {\displaystyle {\tilde {G}}}의 유니타리 표현과 연관된다. 이는, 선형 공간이 아닌 {\displaystyle \mathrm {P} {\mathcal {H}}}에서 이론을 전개하는 것보다 선형 공간인 {\displaystyle {\mathcal {H}}}에서 하는 것이 더 쉽기 때문에 바람직하다. {\displaystyle {\tilde {G}}}의 표현들이 분류 될 수 있다면, {\displaystyle {\mathcal {H}}}에서의 가능성과 성질들에 대한 더 많은 정보를 얻을 수 있다.

### 비 가환적인 경우
바그만 정리가 적용되지 않는 예는, {\displaystyle \mathbb {R} ^{n}}에서 움직이는 양자 역학적 입자로부터 나온다. 이와 연관된 페이즈(phase) 공간 {\displaystyle \mathbb {R} ^{2n}}의 병진 대칭들로 이뤄진 군은 가환군 {\displaystyle \mathbb {R} ^{2n}}이다. 일반적인 양자 역학에서, {\displaystyle \mathbb {R} ^{2n}} 대칭성은 {\displaystyle \mathbb {R} ^{2n}}의 유니타리 표현으로 구현되지 않는다. 결국 양자 역학적 상황에서 위치 공간의 병진 변환과 운동량 공간의 병진 변환은 비(非) 가환이다. 이러한 비 가환성은, 위치 및 운동량 연산자들(각각 운동량 공간 및 위치 공간에서 변환의 무한소 생성자)의 비 가환성을 반영한다. 그럼에도 불구하고 위치 공간의 병진 변환과 운동량 공간의 병진 변환은, {\displaystyle e^{i\theta }}배들을 같다고 고려하는 경우, 가환이다. 따라서 우리는 잘 정의 된 {\displaystyle \mathbb {R} ^{2n}}의 사영 표현을 얻는다. 그러나, 그것은, {\displaystyle \mathbb {R} ^{2n}}가 단일 연결이라도, {\displaystyle \mathbb {R} ^{2n}}의 일반 표현에서 오지 않는다.
이 경우, 일반적 표현을 얻으려면, {\displaystyle \mathbb {R} ^{2n}}의 자명하지 않은 1차원 중심 확대인 하이젠베르크 군을 통해야 한다.

## 푸앵카레 군
병진 대칭 군과 로런츠 변환 군은 푸앵카레 군을 형성하며, 푸앵카레 군은 상대론적 양자 계의 대칭이어야 한다( 일반 상대론적 효과는 무시한다. 즉, 민코프스키 공간에서 전개한다). 푸앵카레 군의 표현은, 많은 경우 음이 아닌 질량과 반 정수 스핀으로 특징 지어진다( 위그너 분류 참조). 이것은 입자가 양자화 된 스핀을 가진 이유라고 생각할 수 있다. (사실, 타키온이나 infraparticles 등과 연관되는 다른 가능한 표현들도 있는데, 이런 다른 경우들에는 양자화 스핀이나 고정 질량이 없는 경우도 있다. )

## 기타 대칭들

표준 모형에서 알려진 모든 기본 입자들의 약한 아이소스핀, 약한 초전하 및 색전하 패턴. 대략 수직선을 따라 전하를 표시 하기 위해 와인버그 각으로 회전 되었다.

푸앵카레 군의 시공간 대칭들은 특히 시각화 하기 쉽지만 내부 대칭이라고 하는 다른 유형의 대칭도 있다. 한 가지 예는, 세 가지 쿼크 색상의 연속적인 교환에 해당하는 정확한 대칭인 색깔 {\displaystyle \mathrm {SU(3)} }이다.

## 리 대수와 리 군
(전부는 아니지만) 많은 대칭들 또는 근사 대칭들은 리 군을 형성한다. 이러한 리 군의 표현론을 연구하는 것보다는, 그 리 군과 밀접한 리 대수의 표현이 일반적으로 계산하기 더 간단하다.
이제, 리 대수의 표현은, 원래 군의 범피복 군의 표현에 해당한다. 유한 차원의 경우와 바그만 정리가 적용되는 무한 차원의 경우에 원래 군의 기약 사영 표현은 범피복 군의 일반 유니타리 표현에 해당한다. 이런 경우에는 리 대수 수준에서 계산하는 것이 적절하며, 특히, 회전 군 {\displaystyle \mathrm {SO(3)} }의 기약 사영 표현을 연구하는 경우가 이에 해당한다. 이들은 {\displaystyle \mathrm {SO(3)} }의 범피복 군 {\displaystyle \mathrm {SU(2)} }의 일반적인 표현과 일대일 대응한다. 그러면 {\displaystyle \mathrm {SU(2)} }의 표현들은, {\displaystyle \mathrm {SO(3)} }의 리 대수 {\displaystyle {\mathfrak {so}}(3)}와 동형인, 리 대수 {\displaystyle {\mathfrak {su}}(2)}의 표현과 일대일 대응이 된다.
요약하자면, {\displaystyle \mathrm {SO(3)} }의 기약 사영 표현은 리 대수 {\displaystyle {\mathfrak {so}}(3)}의 기약 일반 표현과 일대일 대응 관계에 있다. 예를 들어, 리 대수 {\displaystyle {\mathfrak {so}}(3)}의 2차원 "스핀 1/2" 표현은 군 {\displaystyle \mathrm {SO(3)} }의 일반(단일 값) 표현에 해당하지 않는다. (이 사실이 "전자의 파동 함수를 360도 회전 시키면 원래 파동 함수에 -1을 곱한 것을 얻는다"는 설명의 기원이다. ) 그러나, 스핀 1/2 표현은 {\displaystyle \mathrm {SO(3)} }의 잘 정의된 사영 표현을 주며, 이는 관련 물리학에서 필요한 전부라고 할 수 있다.

## 근사적 대칭
위의 대칭들은 정확한 대칭들이지만, 근사적인 대칭들도 있다.

### 가설적 예시
근사적 대칭이 무엇을 의미 하는지 설명하기 위해 다음의 예를 들자: 실험하는 사람이 특정 방향으로 자화되는 무한 강자성체 내부에 있다고 가정하자. 그러면, 하나가 아닌 두 가지 유형의 전자를 발견할 것이다. 하나는 자화 방향을 따라 스핀이 있으며 약간 더 낮은 에너지(결과적으로 더 낮은 질량)를 갖는 전자이고, 다른 하나는 스핀이 반대로 정렬 되어 있는 더 많은 질량을 가진 전자다. 일반적으로 스핀-업 전자와 스핀-다운 전자를 연결하는 일반적인 {\displaystyle \mathrm {SO(3)} } 회전 대칭은 이 가설적인 상황에서 서로 다른 유형의 입자들을 서로 관련시키는 근사 대칭이다.

### 일반적 정의
일반적으로 근사 대칭은 대칭을 따르는 아주 강한 상호 작용과 그렇지 않은 약한 상호 작용이 있을 때 발생한다. 위의 전자들에 대한 예에서, 두 "유형"의 전자는 강한 상호작용과 약한 상호작용에 대해서 동일하게 행동 하지만 전자기력에 대해서는 다르게 행동 한다.

### 예: 아이소스핀 대칭
실제 물리 계에서 예 하나는 위 쿼크 와 아래 쿼크 사이의 유사성에 해당하는, SU(2)군에 해당하는 아이소스핀 대칭이다. 이것은 근사 대칭이다. 위 쿼크와 아래 쿼크는 강한 상호작용 하에서 상호 작용하는 방식은 동일하지만, 질량과 약전자기 상호 작용이 다르다. 수학적으로, 다음과 같은 (추상적인) 2차원 선형 공간이 있다.
{\displaystyle {\text{up quark}}\rightarrow {\begin{pmatrix}1\\0\end{pmatrix}},\quad {\text{down quark}}\rightarrow {\begin{pmatrix}0\\1\end{pmatrix}}}
이 공간에 행렬 식이 1인 유니타리 변환을 적용해도 물리학 법칙은 거의 변하지 않는다:
{\displaystyle {\begin{pmatrix}x\\y\end{pmatrix}}\mapsto A{\begin{pmatrix}x\\y\end{pmatrix}},\quad {\text{where }}A{\text{ is in }}SU(2)}
예를 들어서, {\displaystyle A={\begin{pmatrix}0&1\\-1&0\end{pmatrix}}}로 우주의 모든 위 쿼크를 아래 쿼크로 바꾸거나 그 반대의 경우도 마찬가지다. 다음 몇 가지 예들은 이런 변환이 가지는 가능한 효과들을 명확히 하는데 도움이 된다:
- 이러한 유니타리 변환이 양성자에 적용되면 중성자로 변환되거나 양성자와 중성자의 중첩으로 변환될 수 있지만, 다른 입자로는 변환되지 않는다. 따라서, 변환은 양자 상태의 2차원 공간 주위에서 양성자를 이동 시킨다. 양성자와 중성자는 "아이소스핀 이중항"이라고 불리며, 수리물리적 관점에서 스핀 1/2 입자의 일반적인 회전에서 행동과 비슷하다.
- 이러한 유니타리 변환이 세 개의 파이온들(
π0
, 
π+
, 
π−
) 중 하나에 적용될 때, 파이온을 다른 파이온으로 변경할 수 있지만, 비(非) 파이온 입자로는 변경할 수 없다. 따라서, 변환은 양자 상태의 3차원 공간 주위로 파이온을 이동시킨다. 파이온은 " 아이소스핀 삼중항"이라고 불리며, 수리 물리적 관점에서 스핀-1 입자의 일반적인 회전에서 행동과 비슷하다.
- 이러한 변환은 전자에는 전혀 영향을 미치지 않는다. 전자에는 위 쿼크도 아래 쿼크도 포함되어 있지 않기 때문이다. 전자를 아이소스핀 일중항이라고 하며, 수리 물리적 관점에서 스핀-0 입자의 일반적인 회전에서 행동과 비슷하다.

일반적으로 입자는 리 대수 {\displaystyle {\mathfrak {su}}(2)}의 기약 표현에 해당하는 등 아이소스핀 다중항을 형성한다. 아이소스핀 다중항의 입자들은 질량이 아주 유사하지만 동일하지는 않다. 왜냐하면 위 및 아래 쿼크는 아주 비슷하지만 동일하지 않기 때문이다.

### 예: 맛깔 대칭
아이소스핀 대칭은 위 쿼크, 아래 쿼크 및 기묘한 쿼크 사이의 유사성에 해당하는 {\displaystyle \mathrm {SU(3)} } 군인 맛깔 대칭으로 일반화될 수 있다. 이것은 쿼크 질량 차이와 약한 전자기 상호작용에 의해 위반되는 근사 대칭이다. 사실, 기묘한 쿼크의 눈에 띄게 더 높은 질량 때문에 아이소스핀보다 더 좋지 않은 근사 값이다.
그럼에도 불구하고, 입자들은 머리 겔만에 의해 처음으로, 그리고 유발 네만에 의해 독립적으로 언급된 것처럼, 리 대수 {\displaystyle {\mathfrak {su}}(3)}의 기약 표현을 형성하는 군으로 실제로 깔끔하게 나눌 수 있다.

## 같이 보기
- 전하(물리)
- 강한 상호작용
- 표현론
- 리 군
- 리 대수
- 사영 표현
- 특수 유니타리 군
- 푸앵카레 군
- 쿼크

## 참고 문헌
- Coleman, Sidney (1985) Aspects of Symmetry: Selected Erice Lectures of Sidney Coleman. Cambridge Univ. Press. ISBN 0-521-26706-4.
- Georgi, Howard(1999) Lie Algebras in Particle Physics. Reading, Massachusetts: Perseus Books. ISBN 0-7382-0233-9ISBN 0-7382-0233-9.
- Hall, Brian C. (2013), 《Quantum Theory for Mathematicians》, Graduate Texts in Mathematics 267, Springer, ISBN 978-1461471158.
- Hall, Brian C. (2015), 《Lie Groups, Lie Algebras, and Representations: An Elementary Introduction》, Graduate Texts in Mathematics 222 2판, Springer, ISBN 978-3319134666.
- Sternberg, Shlomo (1994) Group Theory and Physics. Cambridge Univ. Press. ISBN 0-521-24870-1ISBN 0-521-24870-1. Especially pp. 148–150.
- Weinberg, Steven (1995). 《The Quantum Theory of Fields, Volume 1: Foundations》. Cambridge Univ. Press. ISBN 0-521-55001-7. 특히 2장의 부록 A와 B.